# Diplotaxis microchele
Diplotaxis microchele är en skalbaggsart som beskrevs av Patricia Vaurie 1960. Diplotaxis microchele ingår i släktet Diplotaxis och familjen Melolonthidae. Inga underarter finns listade i Catalogue of Life.